# Musée de la chimie Giacomo-Ciamician
Le musée de la chimie Giacomo-Ciamician, également appelé « collection de chimie », est situé dans la zone universitaire de Bologne, en Italie, à 500 mètres environ de Porta San Donato.
Lié au Département de Chimie, le musée est l'un des musées scientifiques du système muséal de l'Université de Bologne,. Il vise à présenter au visiteur une brève histoire de l'école chimique bolonaise, en mettant en évidence ses orientations de recherche au fil du temps.
Le musée porte le nom de Giacomo Luigi Ciamician (it), pionnier de l'énergie solaire et fondateur de la photochimie moderne, professeur à l'Université de Padoue et ensuite à l'Université de Bologne.
Responsable scientifique de la collection est Teresa Gandolfi.

## Histoire

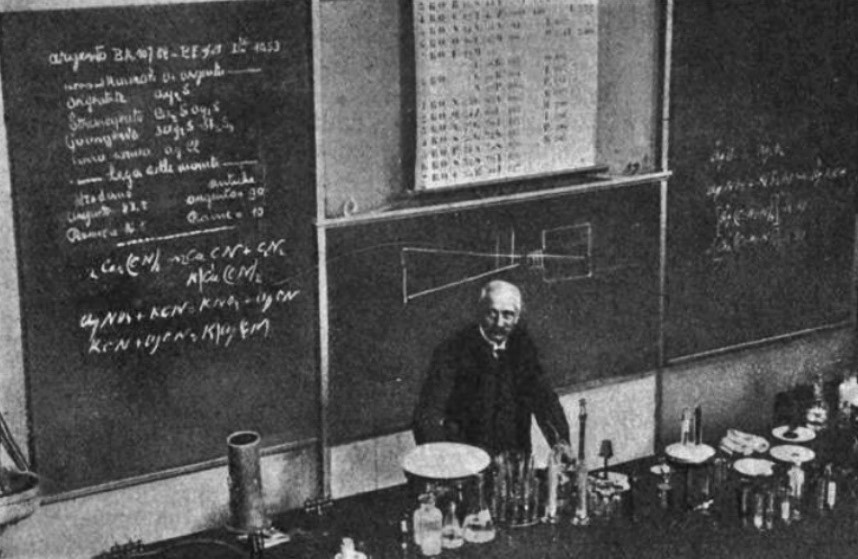
Le professeur Ciamician lors d'un cours de chimie à l'Université royale de Bologne, entouré de son matériel scientifique.

Le musée universitaire est fondé en 1983, sous le nom de « Collection du musée Giacomo-Ciamician » ou « Collection muséale Giacomo-Ciamician », à la suite de la récupération et de la restauration du matériel scientifique dispersé dans les dépôts de l'Institut Giacomo-Ciamician de l'époque.
Dans les années 1990 le musée a été rénové.

## Architecture
La collection de chimie Giacomo-Ciamician occupe deux étages du bâtiment de l'ancien « Istituto Chimico Giacomo Ciamician », le nom tronant sur la façade. Le bâtiment de l'Institut fut construit au cours des années 1920 par l'architecte Edoardo Collamarini (it) et sous la supervision de Ciamician.
La bibliothèque en style art nouveau et l'aula magna datant de 1925 conservent leur aspect d'origine.

## Collection
Malgré son exiguïté, ne dépassant pas les 500-1 000 pièces selon les estimations de l'Istituto nazionale di statistica,,, la collection de chimie Giacomo-Ciamician assume sa valeur historique, scientifique et didactique.
Elle comprend de nombreuses pièces d'équipement utilisées à la fois pour la recherche scientifique et comme outils pédagogiques pour les étudiants, en présentant les orientations de la recherche universitaire au fil du temps.
L'équipement utilisé à des fins de recherche remonte à la dernière décennie du XIXe siècle et comprend des polarimètres, des polarographes, des balances, des spectroscopes, des moufles, ou encore des appareils d'analyse élémentaire. Certains équipements, comme le spectroscope Raman, étaient à la pointe de la recherche à l'époque.
Une partie importante de l'équipement pédagogique est représentée par les tubes de Crookes pour l'émission cathodique, ainsi que de nombreux modèles de photomètres, colorimètres, PH-mètres, galvanomètres et des bobines d'induction électrique.

## Parcours de visite
Le parcours de visite, qui se développe à travers des espaces thématiques, va de l'atrium au rez-de-chaussée jusqu'au deuxième étage. Le visiteur est plongé dans un décor du début du XXe siècle.

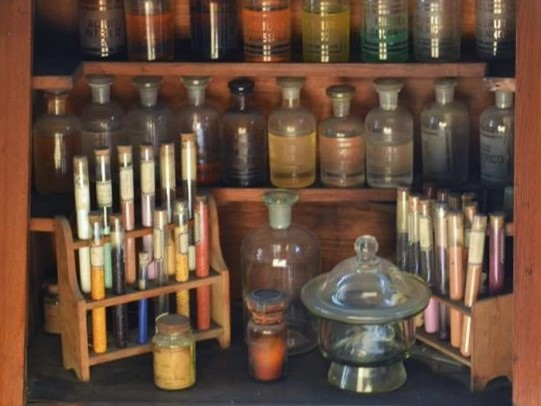
Le cabinet de travail du professeur Ciamician, détail.

Au début de la visite, le cabinet de travail de Giacomo Ciamcian est reproduit grâce à son mobilier d'origine,.
La visite se poursuit à traver le couloir du rez-de-chaussée, où plusieurs armoires conservent l'instrumentation scientifique et éducative : on y trouve notamment des préparations chimiques industrielles, dont certaines remontent au milieu du  XIXe siècle, et de nombreux produits chimiques synthétisés dans les laboratoires universitaires avant la Seconde Guerre mondiale.
Au premier étage, les vitrines contiennent des volumes anciens et les archives de la bibliothèque du département.
Au deuxième étage, une hotte de laboratoire en bois de style Art nouveau, seule vestige du laboratoire de chimie des années 1920, accueille les visiteurs. Dans les armoires, l'équipement exposé date de la fin du XIXe au début du XXe siècle.

## Activités et accessibilité
Le musée est gratuit et accessible aux personnes en fauteuil roulant. Il dispose d'une salle de conférence, une bibliothèque et une borne multimédia. En complément des visites guidées, d'autres activités éducatives et des ateliers sont proposés pour les écoles et les familles. Des conférences et des congrès y sont également organisés.